# Groundspeak

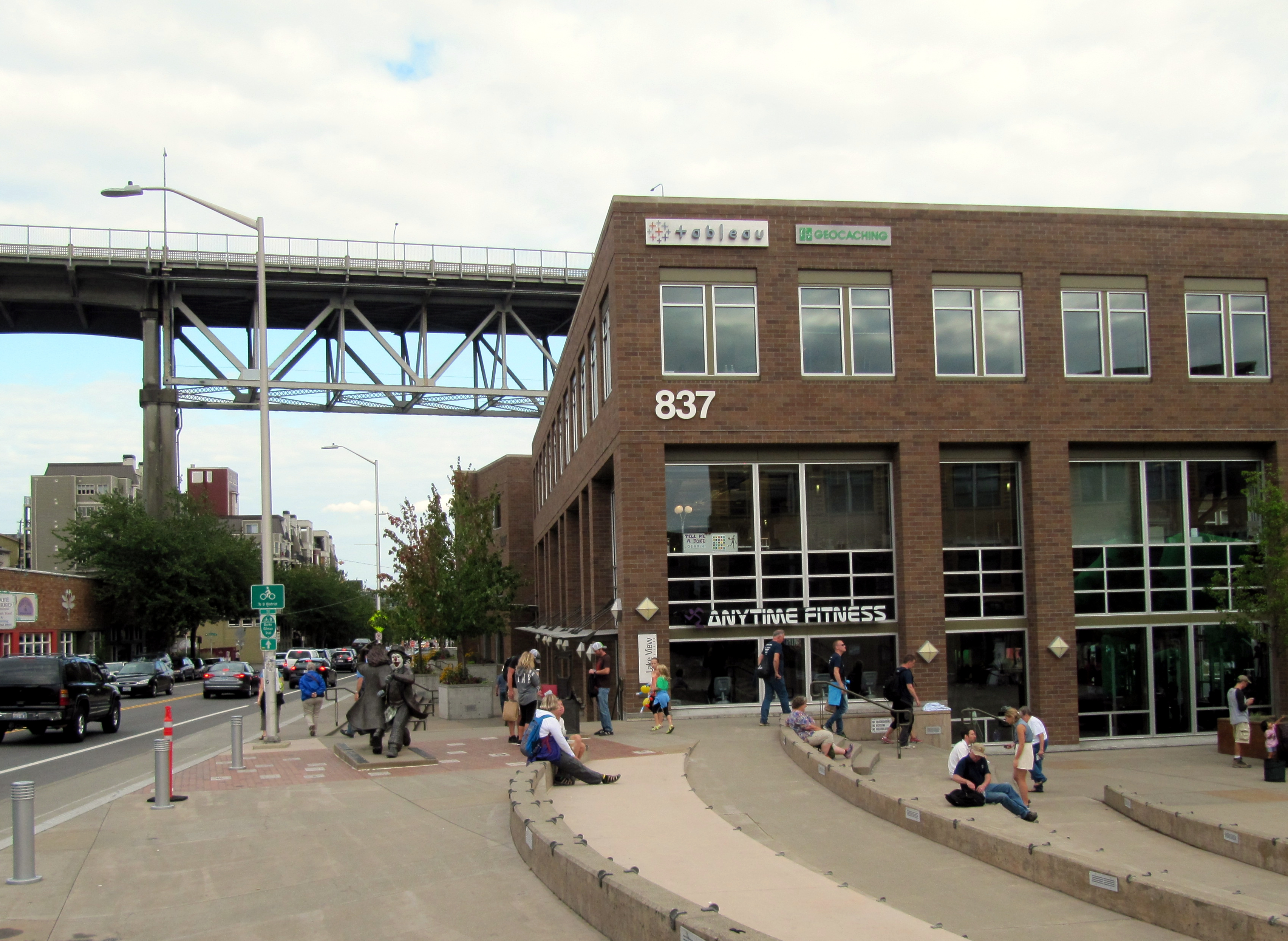
Der Firmensitz von Groundspeak (837 North 34th Street, Suite 300, Seattle, Washington 98103, USA).

Groundspeak, Inc. (anhörenⓘ) ist ein im September 2000 gegründetes gewinnorientiertes Unternehmen mit Sitz in Seattle im US-Bundesstaat Washington. Es ist der Betreiber der größten Geocaching-Plattform im Internet, Geocaching.com. Nach eigener Angabe sind auf dem Portal über 15 Millionen Geocacher registriert (Stand: Februar 2016).

## Abteilungen und Personalstruktur
Etwa 80 Angestellte, die firmenintern Lackeys (deutsch: Lakaien) genannt werden, kümmern sich dort um die Wartung und das Design der Website, sowie um Finanz- und Rechtsangelegenheiten, Marketing und Werbung. Außerdem entwickelt Groundspeak Software für Geocaching zur Verwendung auf Navigationsgeräten, Mobiltelefonen, PDAs und Smartphones.
Sie werden von einer Gruppe von über 450 ehrenamtlich für Groundspeak tätigen Mitspielern, den Community Volunteers, unterstützt, die Übersetzungen der Website, der Apps und der Newsletter-Beiträge erstellen, neu eingereichte Geocache-Listings überprüfen und freischalten, als Moderatoren arbeiten oder andere spezielle Aufgaben wahrnehmen.

## Öffentliche Einflussnahme
Groundspeak unterhält aktiv Kontakte zur Stadtverwaltung von Seattle. Dadurch ist es gelungen, den von Groundspeak jährlich ausgerufenen „Internationalen Geocaching-Tag“ seit 2013 als Seattle Geocaching Day zum offiziellen Feiertag der Stadt erklären zu lassen.

## Trackables
Ergänzend vertreibt und verwaltet Groundspeak Trackables. Das sind zum einen Geocoins und Metallmarken an einer Kugelkette, so genannte Travel-Bugs, an die man Gegenstände anhängen kann und die von Geocachern von einem Geocache zum anderen mitgenommen werden. Der von beiden Varianten zurückgelegte Wege kann auf Geocaching.com oder anderen Websites nachvollzogen werden.
Groundspeak bietet Kooperationen auf Provisionsbasis für andere Unternehmen an, um Geocoins und Trackables als Werbemittel einzusetzen. Bisher sind solche Partnerschaften zustande gekommen mit Expedia, Geico, Jeep, John Grisham, Magellan Navigation, dem Fernsehnetzwerk PBS, Ranger Rick (Kindermaskottchen der NWF) und Timberland. In Deutschland gab es zweimal eine Kooperation zwischen Groundspeak, Magellan und der Techniker Krankenkasse, bei der im Rahmen der Aktionen „Immer in Bewegung“ (2010) sowie „Werde Fitness-Scout!“ (2011) spezielle Trackables an alle registrierten Teilnehmer ausgegeben wurden.

## Nebenprojekte
Neben der Geocaching-Plattform betreibt Groundspeak auch die Plattformen Waymarking.com und Wherigo.com.

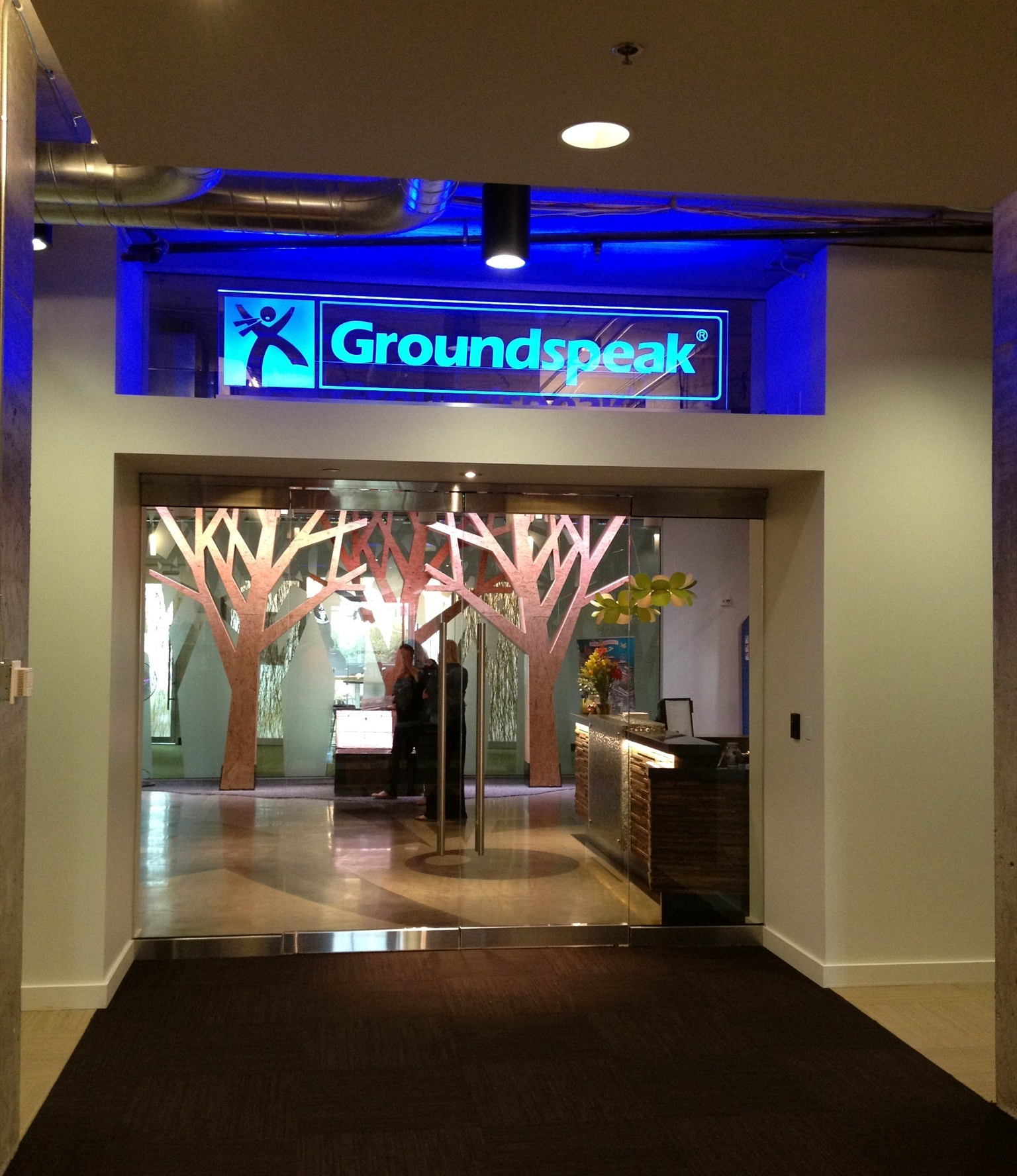
Haupteingang auf der Büroetage (2010)
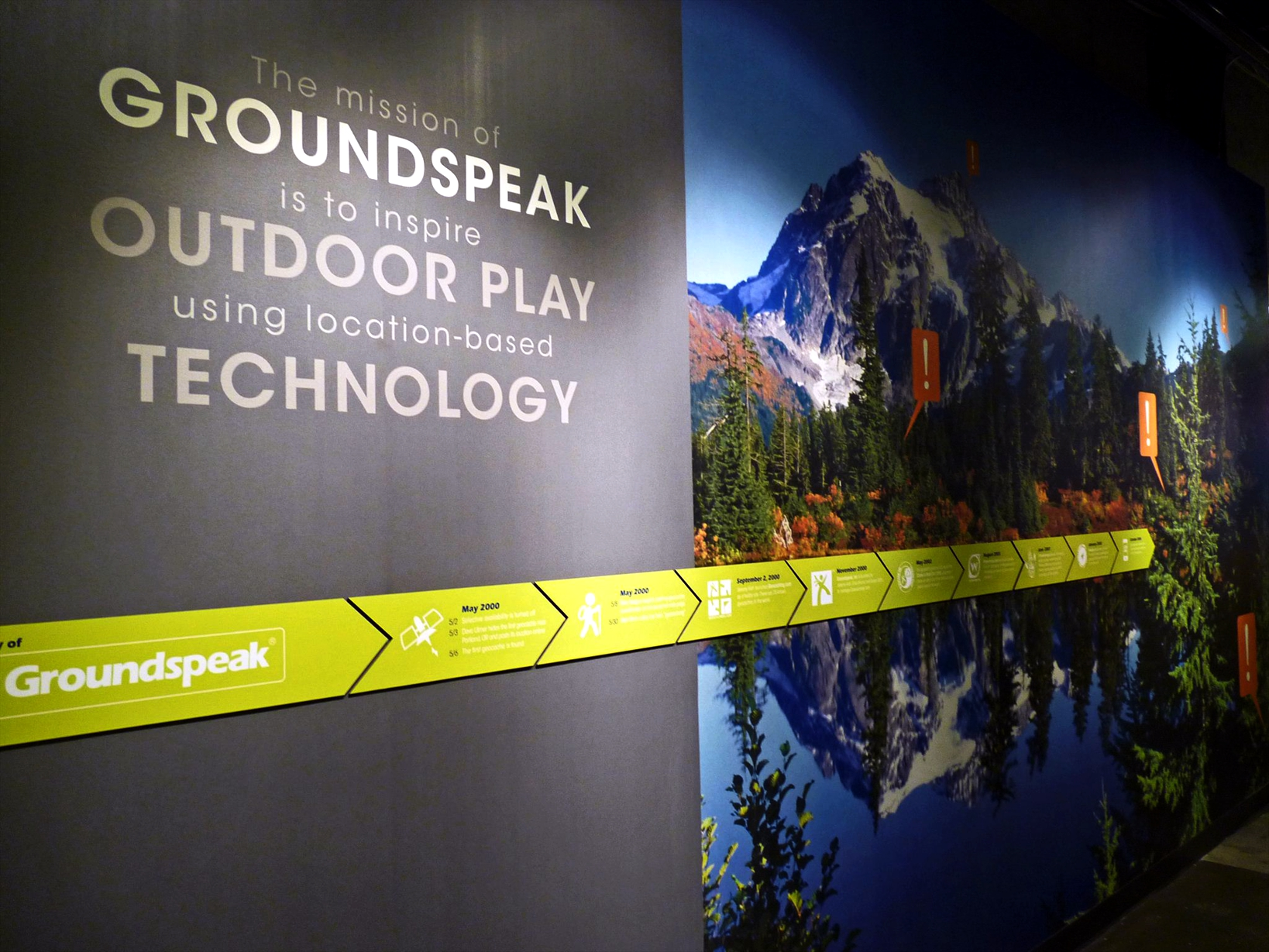
Flurbereich mit Visualisierung der eigenen Mission (2010)
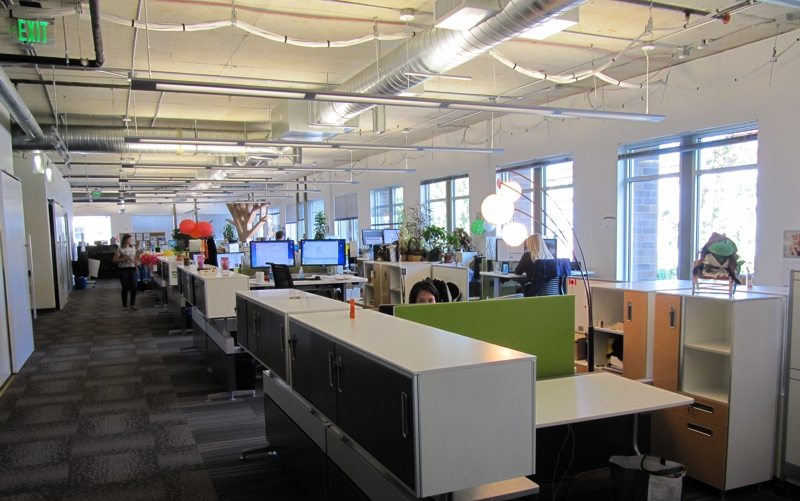
Die Arbeitsplätze des „Volunteer-Support-Teams“ (2015)
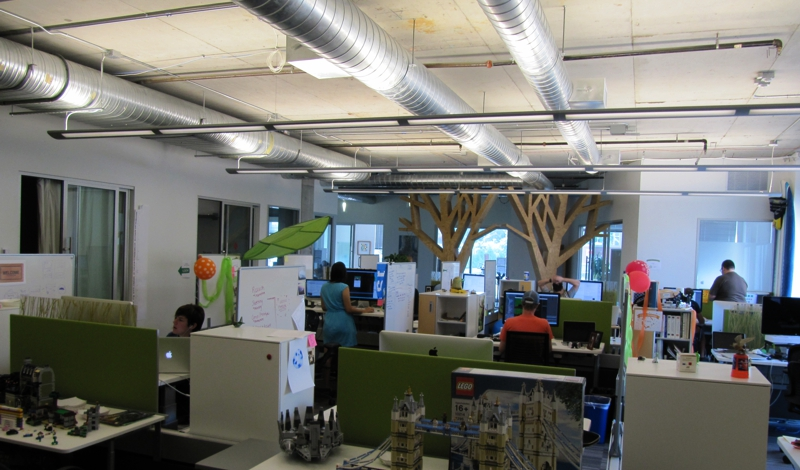
Die Arbeitsplätze der App- und Softwareentwickler (2015)
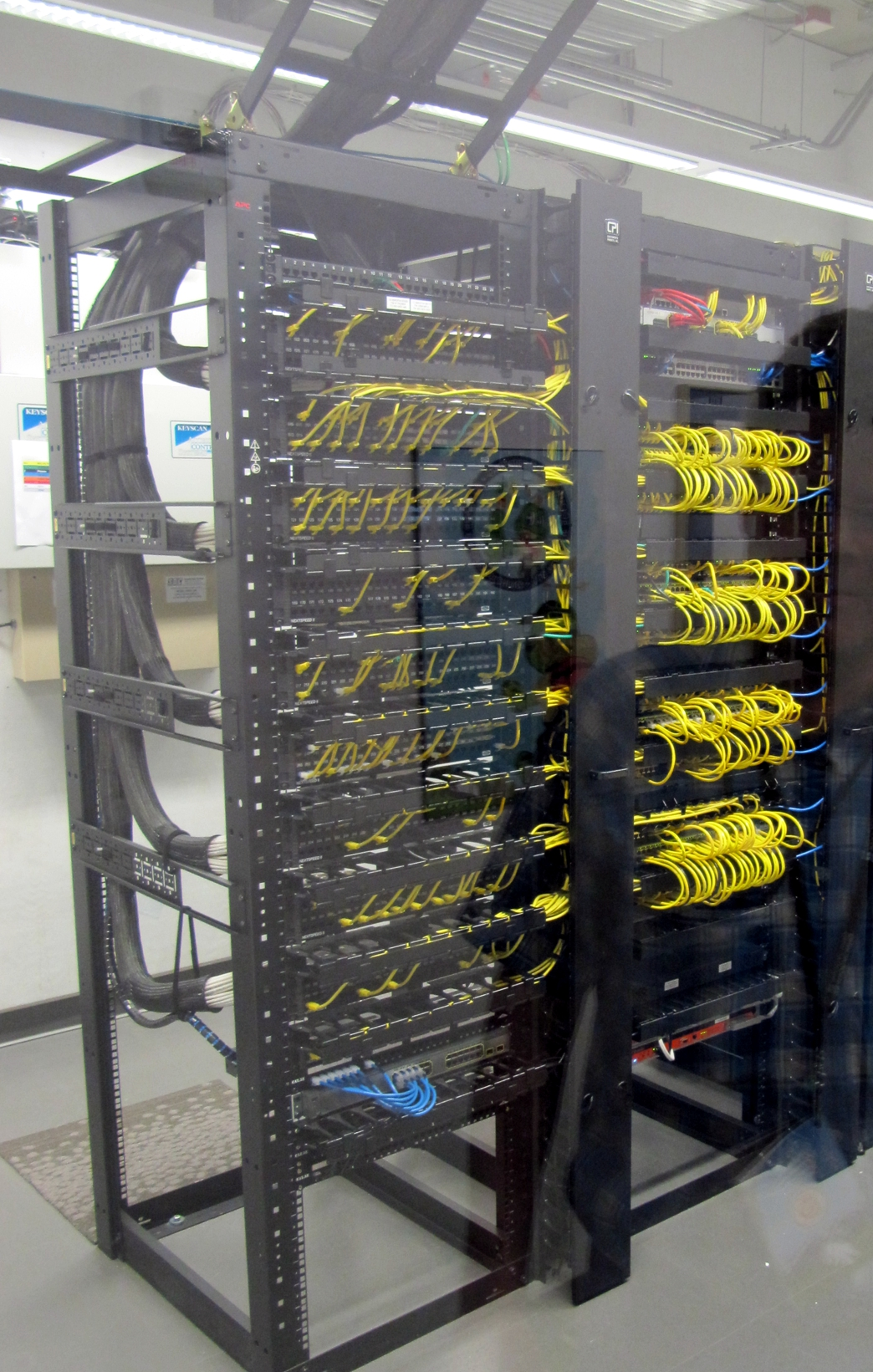
Serverraum für Geocaching.com von Groundspeak (2015)
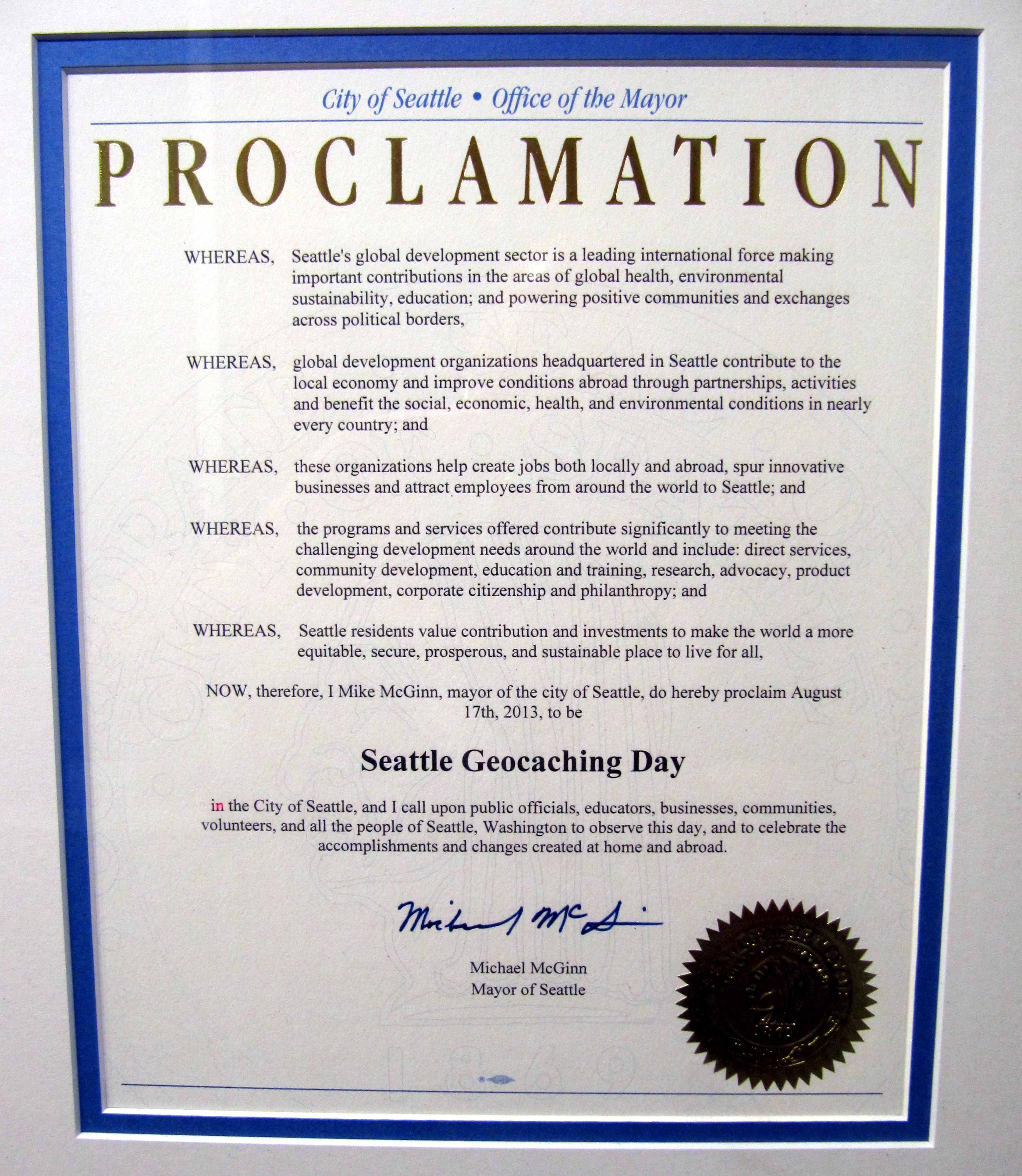
Proklamationsurkunde zum Seattle Geocaching Day (2013)
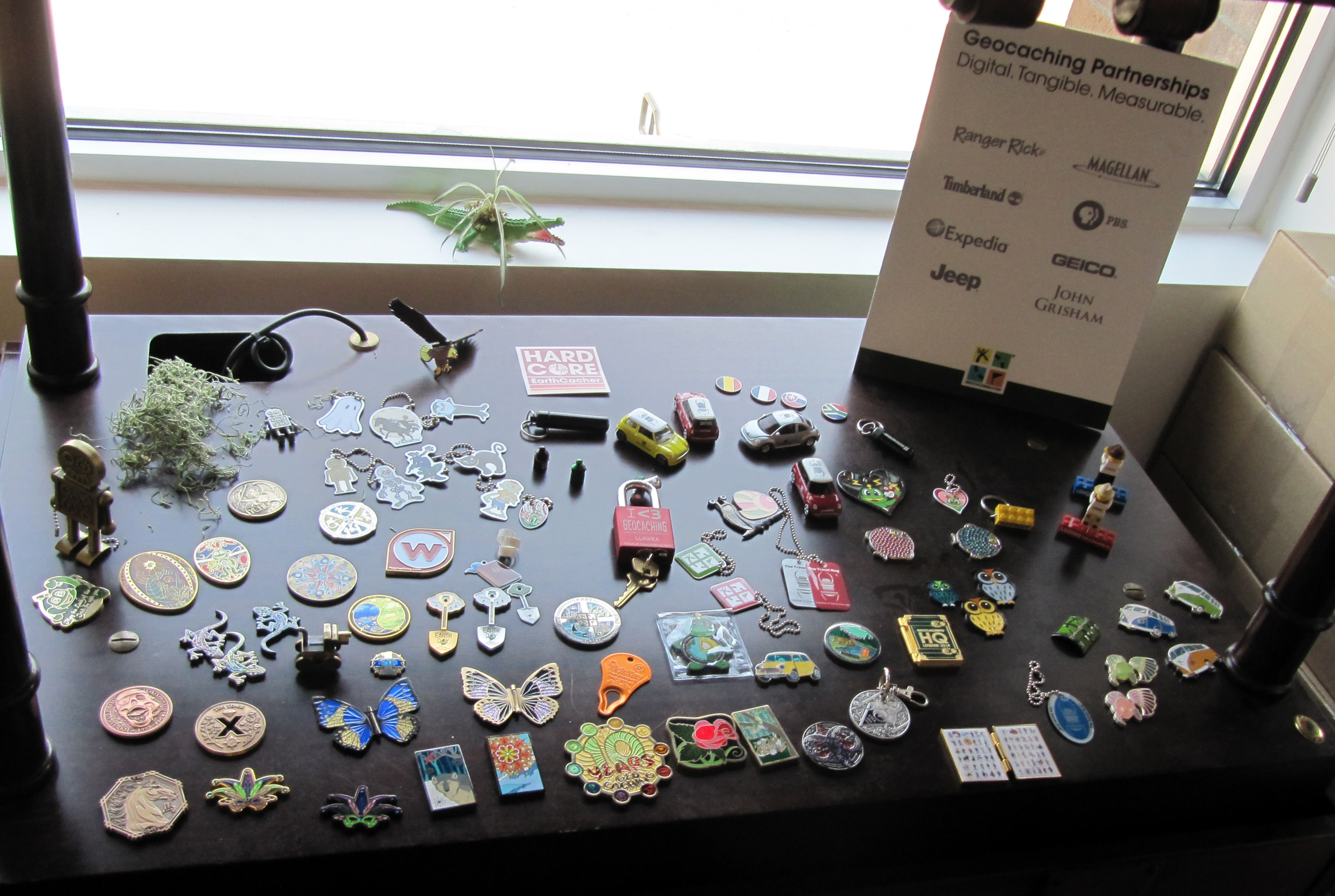
Präsentation im Empfangsbereich der Firma zu Kooperationen als Werbemaßnahmen (2015)